# Савет министара Саудијске Арабије
Саудијски савет министара (арап. مجلس الوزراء السعودي) је кабинет краљевине Саудијске Арабије. Предводи га краљ, који је аутомаски и премијер. Савет чине краљ, престолонаследник и министри у кабинету. Престолонаследник је такође потпредседник Владе и потпредседник Савета министара. Од 2015. године има 23 министра са портфељем и седам државних министара, од којих двојица имају посебне надлежности. Сви чланови савета се именују краљевским указом.
Савет министара је основао краљ Ибн Сауд 1953. године. Савет је надлежан за „израду и надзор над спровођењем унутрашње, спољне, финансијске, економске, образовне и одбрамбене политике, те општих послова државе“. Функционише у складу са Основним законом Саудијске Арабије и саветује га Консултативна скупштина. Законодавство мора бити ратификовано краљевским декретом. Савет се састаје сваког уторка и њиме председава краљ у својству премијера или једног од његових заменика. То је коначни орган за финансијска, извршна и административна питања. Његове резолуције су необавезујуће осим ако се не договоре већином гласова. У случају нерешеног резултата, премијер даје одлучујући глас. Садашњи закон који регулише форму и функцију Савета министара издао је краљ Фахд 1993. године. Између осталог, закон предвиђа да сви чланови Савета морају бити „саудијски држављани по рођењу и пореклу, добро познати по правди и вештинама и да нису раније осуђивани за злочин неморала или нечастивости“.
Краљ Салман је издао 25 краљевских указа 29. априла 2015. године, који су укључивали реконструкцију кабинета. Ово је укључивало уклањање његовог брата Мукрина за престолонаследника и именовање његовог нећака Наифа. Краљ је именовао свог сина Мухамеда ибн Салмана за заменика престолонаследника.
У још једној реконструкцији 21. јуна 2017. године, краљ Салман је уклонио свог нећака Наифа са места престолонаследника и именовао свог сина Мухамеда за новог престолонаследника Саудијске Арабије.

## Чланови савета
| Савет министара Саудијске Арабије.                | Савет министара Саудијске Арабије. | Савет министара Саудијске Арабије. |
| Функција у влади                                  | Име министра                       | период                             |
| ------------------------------------------------- | ---------------------------------- | ---------------------------------- |
| Премијер министар                                 | Краљ Салман                        | 2015                               |
| Први заменик премијера Министар одбране           | Мухамед ибн Салман                 | 2017 2015                          |
| Министар Националне гарде                         | Абдулах ибн Бандар ел Сауд         | 2018                               |
| Министар унутрашњих послова                       | Абдулазиз ибн Сауд ел Сауд         | 2017                               |
| Министар вањских послова                          | Фајсал ибн Фархан ел Сауд          | 2019                               |
| Министар за исламска питања                       | Абдулатиф ел аш-Шеик               | 2018                               |
| Министар просвете                                 | Хамад ел аш-шеик                   | 2018                               |
| Министар правде                                   | Валид ел-Самани                    | 2015                               |
| Министар енергетике                               | Абдулазиз ибн Салман ел Сауд       | 2019                               |
| Министар индустрије и минералних сировина         | Бандар ел Корајеф                  | 2019                               |
| Министар саобраћаја                               | Салех ибн Насер ел Јасер           | 2017                               |
| Министар трговине                                 | Мајид ел Касаби                    | 2016                               |
| Министар за инвестиције                           | Халид А. ел Фалих                  | 2020                               |
| Министар за привреду и планирање                  | Фајсал Ф. Алибрахим                | 2021                               |
| Министар здравља                                  | Фахад ел-Јалајел                   | 2016                               |
| Министар за медије                                | Мајид ел Касаби                    | 2020                               |
| Министар финансија                                | Мухамед ел Јадан                   | 2016                               |
| Министар културе                                  | Бадр ибн Фархан ел Сауд            | 2018                               |
| Министар животне средине, вода и пољопривреде     | Абдурахман ел Фадли                | 2016                               |
| Министар хаџа и умре                              | Тавфиг ел Рабјах                   | 2021                               |
| Министар комуникација и информационих технологија | Абдулах Ел Сваха                   | 2017                               |
| Министар општинских и сеоских послова и становања | Мајед Ел Хогајл                    | 2020                               |
| Министар за људске ресурсе и друштвени развој     | Ахмад ел Рајхи                     | 2018                               |
| Министар спорта                                   | Абдулазиз ибн Абдулах ел Сауд      | 2020                               |
| Државни министар                                  | Абдулазиз ибн Абдулах ел Сауд      | 2015                               |
| Министар иностраних послова                       | Адел ел Џубеир                     | 1997                               |
| Државни министар                                  | Мотлеб ел Нафисах                  | 1995                               |
| Министар за заливска питања                       | Тамер ел Сабхан                    | 2017                               |
| Министар за послове шура                          | Исам ибн Саад ибн Саед             | 2022                               |
| Државни министар                                  | Исам ибн Саад ибн Саед             | 2015                               |
| Државни министар                                  | Мухаммад ибн Абдулмалик ел аш Шеик | 2015                               |
| Државни министар                                  | Халид ибн Абдулрахман ел Еиса      | 2015                               |
| Државни министар                                  | Мосад ел Ајбан                     | 1995                               |
| Државни министар                                  | Фахд ел Мубарак                    | 2018                               |
| Државни министар                                  | Ибрахим ел Асаф                    | 2019                               |